# Lobelia membranacea
Lobelia membranacea är en klockväxtart som beskrevs av Robert Brown. Lobelia membranacea ingår i släktet lobelior, och familjen klockväxter.
Artens utbredningsområde är Queensland. Inga underarter finns listade i Catalogue of Life.

## Bildgalleri

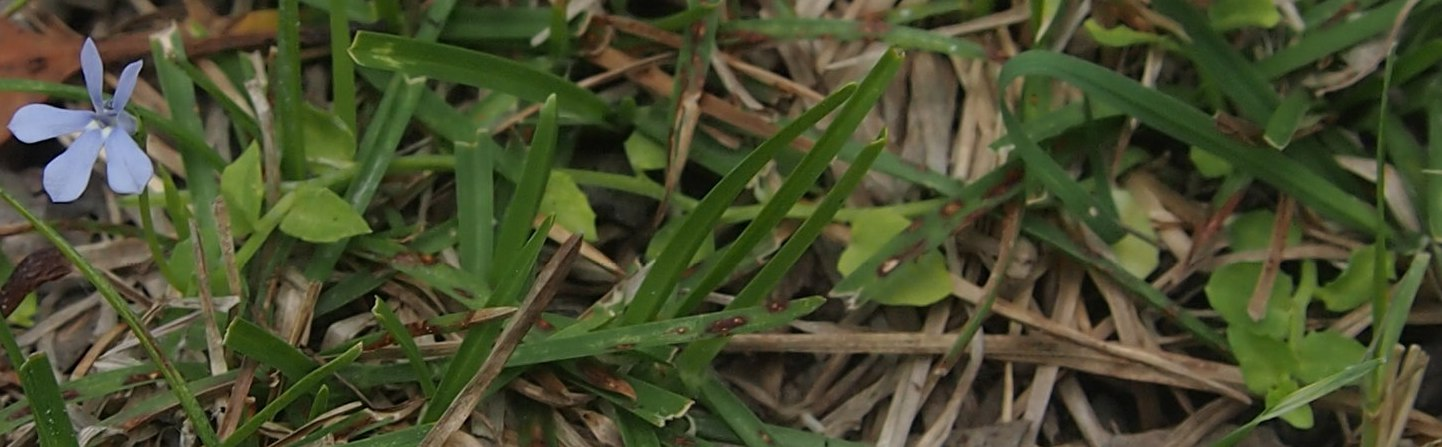